# Bilderbergconferentie 1963
De Bilderbergconferentie van 1963 werd gehouden van 29 tot en met 31 mei 1963 in Cannes, Frankrijk.

## Agenda
- The balance of power in the light of recent international developments. (This item will cover changes in power relations - political, economic and military - between the Communist and Western countries and inside each group). (De machtsverhouding in het licht van recente internationale ontwikkelingen (Dit item behelst veranderingen in machtsverhoudingen - politiek, economisch en militair - tussen de Communistische en Westerse landen en binnen elke groep)
- Trade relations between the U.S.A. and Europe in the light of the negotiations for Britain's entry into the Common Market. (Handelsrelaties tussen de VS. en Europa in het licht van de onderhandelingen voor de toetreding van Brittannië tot de Gemeenschappelijke markt)
- Trade relations between the Western world and the developing countries (tariffs, quotas, commodity arrangements, etc.). (Handelsrelaties tussen de Westerse wereld en ontwikkelingslanden (douanerechten, quota's, commodity arrangements, etc)

## Nederlandse deelnemers
- Nederland - Prins Bernhard, prins-gemaal, Nederland, voorzitter
- Nederland - Ernst van der Beugel, Nederlands emeritus hoogleraar Internationale Betrekkingen RU Leiden
- Nederland - Pieter Blaisse, Nederlands hoogleraar internationaal recht, TU Delft
- Nederland - Paul Rijkens, voormalig directeur van Unilever

1954 ·
1955 (1) ·
1955 (2) ·
1956 ·
1957 (1) ·
1957 (2) ·
1958 ·
1959 ·
1960 ·
1961 ·
1962 ·
1963 ·
1964 ·
1965 ·
1966 ·
1967 ·
1968 ·
1969 ·
1970 ·
1971 ·
1972 ·
1973 ·
1974 ·
1975 ·
(1976) ·
1977 ·
1978 ·
1979 ·
1980 ·
1981 ·
1982 ·
1983 ·
1984 ·
1985 ·
1986 ·
1987 ·
1988 ·
1989 ·
1990 ·
1991 ·
1992 ·
1993 ·
1994 ·
1995 ·
1996 ·
1997 ·
1998 ·
1999 ·
2000 ·
2001 ·
2002 ·
2003 ·
2004 ·
2005 ·
2006 ·
2007 ·
2008 ·
2009 ·
2010 ·
2011 ·
2012 ·
2013 ·
2014 ·
2015 ·
2016 ·
2017 ·
2018 ·
2019 ·
2020 ·
2021 ·
2022 ·
2023